# Paulo André de Oliveira
Paulo André Camilo de Oliveira (Vila Velha, 20 agosto 1998) è un velocista brasiliano.

## Progressione

### 100 metri piani
| Stagione | Tempo | Luogo             | Data       | Rank. Mond. |
| -------- | ----- | ----------------- | ---------- | ----------- |
| 2019     | 10"02 | Azusa             | 19-4-2019  | 24º         |
| 2018     | 10"02 | Bragança Paulista | 14-9-2018  | 29º         |
| 2017     | 10"18 | São Bernardo      | 9-6-2017   | 105º        |
| 2016     | 10"26 | São Bernardo      | 30-6-2016  | 203º        |
| 2015     | 10"30 | Maringá           | 14-11-2015 | 223º        |

### 200 metri piani
| Stagione | Tempo | Luogo        | Data      | Rank. Mond. |
| -------- | ----- | ------------ | --------- | ----------- |
| 2019     | 20"28 | Napoli       | 11-7-2019 | 35º         |
| 2018     | 20"33 | Auburn       | 21-4-2018 | 52º         |
| 2017     | 20"58 | São Bernardo | 16-7-2017 | 129º        |
| 2016     | 20"75 | La Jolla     | 23-4-2016 | 245º        |
| 2015     | 21"02 | São Bernardo | 19-9-2015 | 448º        |

## Palmarès
| Anno | Manifestazione          | Sede           | Evento      | Risultato  | Prestazione | Note                          |
| ---- | ----------------------- | -------------- | ----------- | ---------- | ----------- | ----------------------------- |
| 2015 | Sudamericani juniores   | Cuenca         | 200 m piani | 4º         | 21"24       |                               |
| 2015 | Sudamericani juniores   | Cuenca         | 4×100 m     | Oro        | 39"90       |                               |
| 2015 | Mondiali allievi        | Cali           | 100 m piani | 8º         | 10"83       |                               |
| 2015 | Mondiali allievi        | Cali           | 200 m piani | Batteria   | dnf         |                               |
| 2016 | Ibero-americani         | Rio de Janeiro | 4×100 m     | Batteria   | 38"67       |                               |
| 2016 | Mondiali under 20       | Bydgoszcz      | 100 m piani | 5º         | 10"29       |                               |
| 2016 | Mondiali under 20       | Bydgoszcz      | 4×100 m     | Batteria   | dq          |                               |
| 2017 | Panamericani under 20   | Trujillo       | 100 m piani | Argento    | 10"46       |                               |
| 2017 | Panamericani under 20   | Trujillo       | 200 m piani | Batteria   | dnf         |                               |
| 2018 | Ibero-americani         | Trujillo       | 100 m piani | Oro        | 10"27       |                               |
| 2018 | Ibero-americani         | Trujillo       | 4×100 m     | Oro        | 38"78       |                               |
| 2019 | World Relays            | Yokohama       | 4×100 m     | Oro        | 38"05       |                               |
| 2019 | World Relays            | Yokohama       | 4×200 m     | Batteria   | dnf         |                               |
| 2019 | Universiadi             | Napoli         | 100 m piani | Oro        | 10"09       |                               |
| 2019 | Universiadi             | Napoli         | 200 m piani | Oro        | 20"28       | Miglior prestazione personale |
| 2019 | Universiadi             | Napoli         | 4×100 m     | 7º         | 1'23"05     |                               |
| 2019 | Giochi panamericani     | Lima           | 100 m piani | Argento    | 10"16       |                               |
| 2019 | Giochi panamericani     | Lima           | 4×100 m     | Oro        | 38"27       |                               |
| 2019 | Mondiali                | Doha           | 100 m piani | Semifinale | 10"14       |                               |
| 2019 | Mondiali                | Doha           | 200 m piani | Batteria   | 20"75       |                               |
| 2019 | Mondiali                | Doha           | 4×100 m     | 4º         | 37"72       | Record sudamericano           |
| 2021 | World Relays            | Chorzów        | 4×100 m     | Finale     | dnf         |                               |
| 2021 | Giochi olimpici         | Tokyo          | 100 m piani | Semifinale | 10"31       |                               |
| 2021 | Giochi olimpici         | Tokyo          | 4×100 m     | Batteria   | 38"34       |                               |
| 2023 | Campionati sudamericani | San Paolo      | 100 m piani | 4º         | 10"03       |                               |
| 2023 | Campionati sudamericani | San Paolo      | 4x100 m     | Oro        | 38"70       |                               |
| 2023 | Mondiali                | Budapest       | 100 m piani | Batteria   | 10"25       |                               |
| 2023 | Mondiali                | Budapest       | 4x100 m     | Finale     | dq          |                               |
| 2023 | Giochi panamericani     | Santiago       | 100 m piani | Batteria   | 49"83       |                               |
| 2024 | World Relays            | Nassau         | 4×100 m     | Batteria   | 38"79       |                               |
| 2024 | Giochi olimpici         | Parigi         | 100 m piani | Batteria   | 10"46       |                               |

## Campionati nazionali
- 2 volte campione nazionale dei 100 m piani (2017, 2018)
- 1 volta campione nazionale della staffetta 4×100 m (2018)

2016
- Eliminato in batteria ai campionati brasiliani assoluti (São Bernardo do Campo), 100 m piani - 10"26
- Eliminato in batteria ai campionati brasiliani assoluti (São Bernardo do Campo), 200 m piani - 21"16

2017
- Oro ai campionati brasiliani assoluti (São Bernardo do Campo), 100 m piani - 10"18

2018
- Oro ai campionati brasiliani assoluti (Bragança Paulista), 100 m piani - 10"02
- Eliminato in batteria ai campionati brasiliani assoluti (Bragança Paulista), 200 m piani - dnf
- Oro ai campionati brasiliani assoluti (Bragança Paulista), 4×100 m - 38"33

## Televisione
- 2022 - Big Brother Brasil 22